# University of Texas Southwestern Medical Center
Lo University of Texas Southwestern Medical Center at Dallas, noto anche come UT Southwestern, è un'università e centro di ricerca medica statunitense. Si trova a Dallas (Texas) ed è considerato uno dei maggiori centri medici accademici al mondo.